# Januszowa
Januszowa is een plaats in het Poolse district Nowosądecki, woiwodschap Klein-Polen. De plaats maakt deel uit van de gemeente Chełmiec en telt 528 inwoners.